# Lapa (Cayey)
Lapa es un barrio ubicado en el municipio de Cayey en el estado libre asociado de Puerto Rico. En el Censo de 2010 tenía una población de 186 habitantes y una densidad poblacional de 62,5 personas por km².

## Geografía
Lapa se encuentra ubicado en las coordenadas 18°5′5″N 66°11′42″O / 18.08472, -66.19500. Según la Oficina del Censo de los Estados Unidos, Lapa tiene una superficie total de 2.98 km², que corresponden a tierra firme.

## Demografía
Según el censo de 2010, había 186 personas residiendo en Lapa. La densidad de población era de 62,5 hab./km². De los 186 habitantes, Lapa estaba compuesto por el 74.73% blancos, el 8.06% eran afroamericanos, el 15.59% eran de otras razas y el 1.61% pertenecían a dos o más razas. Del total de la población el 98.92% eran hispanos o latinos de cualquier raza.